# دربند (فیلم)
دربند فیلمی به کارگردانی و نویسندگی پرویز شهبازی و تهیه‌کنندگی امیر سمواتی محصول سال ۱۳۹۱ است.

## داستان
نازنین بیاتی (نازنین بیاتی) دانشجوی شهرستانی ترم یک مجبور است در تهران به دنبال خانه بگردد. او مجبور می‌شود با دختری به نام سحر (پگاه آهنگرانی) همخانه شود. این هم‌نشینی اتفاقاتی را رقم می‌زند.

## بازیگران
| عنوان بازیگر  | کارکتر/نقش   |
| ------------- | ------------ |
| پگاه آهنگرانی | سحر          |
| نازنین بیاتی  | نازنین       |
| احمد مهرانفر  | حمید         |
| فرید سمواتی   | فرید         |
| بهرنگ علوی    | بهرنگ        |
| امیر سمواتی   | زارعی        |
| منصور شهبازی  | منصور        |
| فاطمه مرتاضی  | همسایه       |
| نادر افشاری   | هدایتی       |
| پیمان مقدمی   | شاگرد هدایتی |
| لادن سلیمانی  | استاد        |
| ستاره ملکی    | مونا         |
| محمد نیاکان   | شاگرد زارعی  |
| حمید نیری     | پدر مونا     |

## جوایز و نامزدی‌ها
سی و یکمین جشنواره فیلم فجر:
| رشته                       | نامزد                       | نتیجه    |
| -------------------------- | --------------------------- | -------- |
| بهترین فیلم                | امیر سماواتی / پرویز شهبازی | نامزدشده |
| بهترین کارگردانی           | پرویز شهبازی                | پیروز    |
| بهترین فیلم‌نامه            | پرویز شهبازی                | نامزدشده |
| بهترین بازیگر نقش اول زن   | نازنین بیاتی                | نامزدشده |
| بهترین بازیگر نقش مکمل زن  | پگاه آهنگرانی               | پیروز    |
| بهترین بازیگر نقش مکمل مرد | بهرنگ علوی                  | نامزدشده |
| بهترین فیلمبرداری          | هومن بهمنش                  | پیروز    |
| بهترین صداگذاری            | حسین ابوالصدق               | نامزدشده |
| بهترین طراحی صحنه و لباس   | کیوان مقدم                  | نامزدشده |
| بهترین صدابرداری           | منصور شهبازی                | نامزدشده |

هفتمین جشن انجمن منتقدان و نویسندگان سینمای ایران:
| رشته                      | نامزد                       | نتیجه    |
| ------------------------- | --------------------------- | -------- |
| بهترین فیلم               | امیر سماواتی / پرویز شهبازی | پیروز    |
| بهترین کارگردانی          | پرویز شهبازی                | پیروز    |
| بهترین فیلم‌نامه           | پرویز شهبازی                | نامزدشده |
| بهترین بازیگر نقش اول زن  | نازنین بیاتی                | پیروز    |
| بهترین بازیگر نقش مکمل زن | پگاه آهنگرانی               | پیروز    |
| بهترین فیلمبرداری         | هومن بهمنش                  | نامزدشده |

شانزدهمین دوره جشن بزرگ سینمای ایران:
| رشته                      | نامزد         | نتیجه    |
| ------------------------- | ------------- | -------- |
| بهترین فیلم               | امیر سماواتی  | نامزدشده |
| بهترین کارگردانی          | پرویز شهبازی  | نامزدشده |
| بهترین بازیگر نقش مکمل زن | پگاه آهنگرانی | نامزدشده |
| بهترین طراحی صحنه و لباس  | کیوان مقدم    | نامزدشده |
| بهترین چهره پردازی        | محمدرضا قومی  | نامزدشده |

همچنین این فیلم در جشنواره‌های بین‌المللی فیلم ونکوور، بوسان، شیکاگو و جشنواره آسیایی فیلم سان دیگو  به نمایش درآمد.